# Ghiacciaio Steagall
Il ghiacciaio Steagall  (in lingua inglese:Steagall Glacier) è un ghiacciaio tributario antartico, lungo 28 km, che fluisce verso nord dalle pendici orientali del Rawson Plateau tra il Monte Alice Gade e il Monte Deardorff per confluire nel ghiacciaio Bowman, nei Monti della Regina Maud, in Antartide.   
Fu mappato dalla prima spedizione antartica (1928-30) dall'esploratore polare statunitense Byrd.
La denominazione fu assegnata dall'Advisory Committee on Antarctic Names (US-ACAN) in onore di Jack Steagall, meteorologo presso la Base Amundsen-Scott durante la sessione invernale del 1961.